# Granit strzegomski

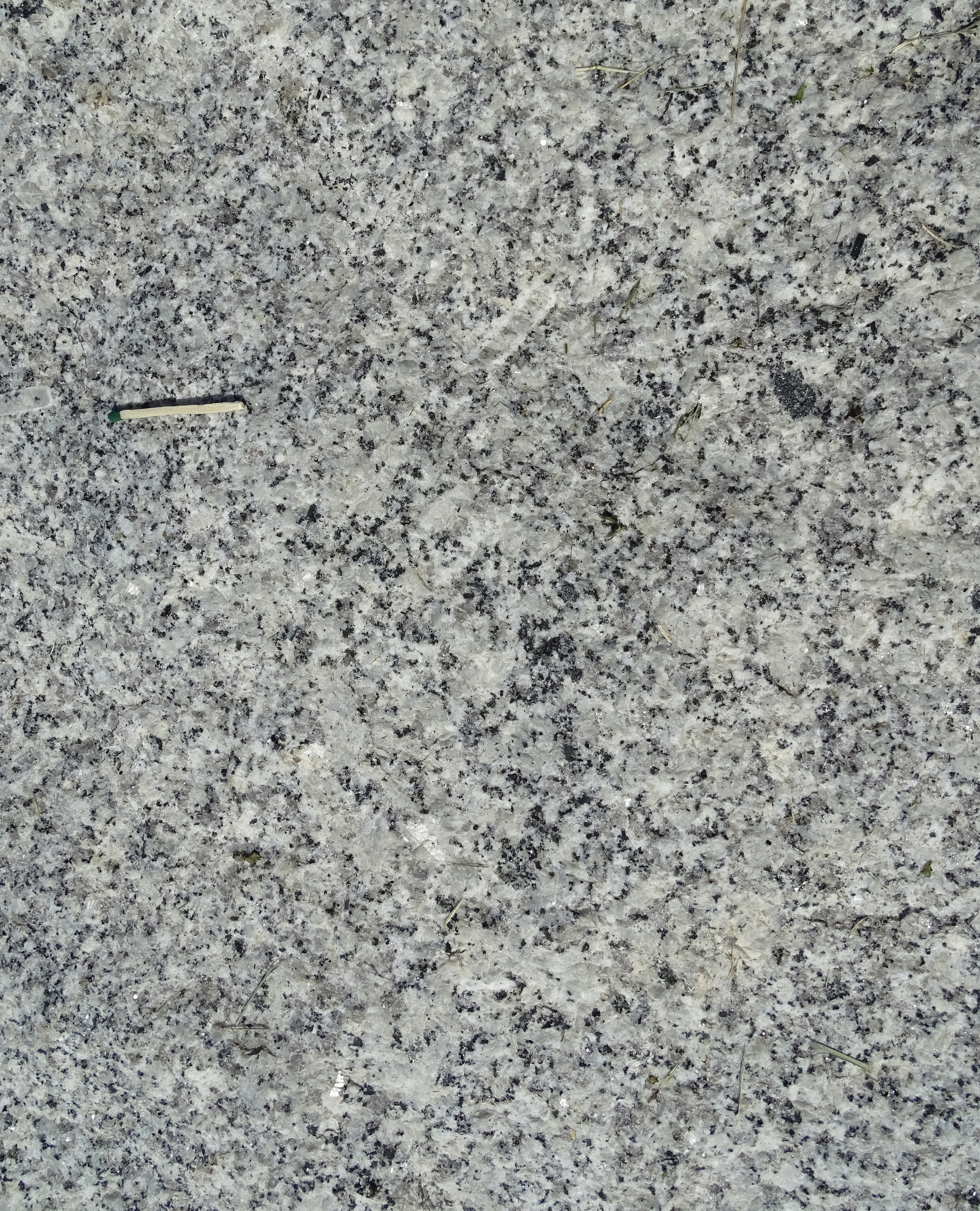
Granit strzegomski z kamieniołomu przy ul. Kopalnianej w Strzegomiu

Granit strzegomski – potoczna nazwa głównej skały wchodzącej w skład jednostki geologicznej masyw strzegomski (masyw Strzegom-Sobótka) na bloku przedsudeckim (Przedgórzu Sudeckim).
Z granitu strzegomskiego zbudowane jest podłoże zachodniej części Przedgórza Sudeckiego – Wzgórz Strzegomskich, Równiny Świdnickiej oraz zachodnich zboczy Masywu Ślęży. Powstanie tej skały datowane jest na 308–294 mln lat temu. Miało to miejsce w czasie orogenezy waryscyjskiej.

## Charakterystyka
Granit strzegomski składa się głównie z plagioklazu, kwarcu, biotytu, rzadziej hornblendy. Występują w nim liczne ciała pegmatytowe, szliry zbudowane z minerałów ciemnych. Pocięty jest młodszymi żyłami aplitów oraz żyłami kwarcowymi. Słynne są pegmatyty strzegomskie i ich minerały.
Granit strzegomski odznacza się barwą jasnoszarą lub niekiedy żółtawą, strukturą jednorodną, jawnokrystaliczną, pełnokrystaliczną, teksturą bezkierunkową. Skała ta charakteryzuje się doskonałymi parametrami technologicznymi, posiada wysoką wytrzymałość na ściskanie i ścieranie, niską nasiąkliwość i wysoką mrozoodporność. Granity te, głównie odmiana hornblendowo-biotytowa, charakteryzują się też wysoką blocznością, która wiąże się z istnieniem w górotworze systemu regularnych spękań, tzw. ciosu, w tym zwłaszcza ciosu poziomego (pokładowego). Ułatwia to pozyskiwanie stosunkowo dużych bloków o prostopadłościennym kształcie oraz późniejszą produkcję kostki brukowej, krawężników czy kamienia murowego. Są to skały o wysokich walorach dekoracyjnych, dobrze poddające się obróbce uszlachetniającej (polerowanie i nadawanie dekoracyjnych faktur).

## Użycie
Granity strzegomskie od wieków były eksploatowane w licznych kamieniołomach. Na obszarze masywu Strzegom - Sobótka eksploatowanych jest obecnie (koniec 2018 r.) 36 złóż. Najwięcej kopalni (aż 28) zlokalizowanych jest w zachodniej części masywu, na obszarze między Strzegomiem a Paszowicami koło Jawora. W 2018 r. wydobyto w nich blisko 5,5 mln ton granitu, tj. ok. połowy tego surowca wydobytego w Polsce. Najstarszym czynnym obecnie kamieniołomem w okolicach Strzegomia jest działająca od 1826 r. kopalnia Barcz (od nazwiska pierwszego właściciela, F. S. Bartscha).
Granity strzegomskie zostały użyte między innymi w poniższych obiektach:
- Kolumna Zygmunta w Warszawie
- Warszawskie pomniki: Żołnierza, Wolności, Lotnika
- Krakowskie pomniki: Wyspiańskiego, Grunwaldzki, Wolności, Władysława Jagiełły
- Rynek główny w Krakowie, Wrocławiu, Legnicy, Kaliszu
- Dworce kolejowe w Katowicach, Zabrzu, Poznaniu
- Dworzec Centralny w Warszawie
- Port Północny w Gdańsku
- Metro w Warszawie
- Pałac Kultury i Nauki oraz jego otoczenie w Warszawie
- Marszałkowska Dzielnica Mieszkaniowa w Warszawie
- Plac Piłsudskiego w Warszawie